# Hosackia repens
Hosackia repens là một loài thực vật có hoa trong họ Đậu. Loài này được G.Don mô tả khoa học đầu tiên.